# Gogné
Gogné est une localité du sud de la Côte d'Ivoire, et appartenant au département de Lakota, Région du Sud-Bandama. La localité de Gogné est un chef-lieu de commune.
Gogné fait partie, aujourd'hui, de la région du Lôh-Djiboua et du district du Gôh-Djiboua.